# 대청초등학교 (경기)
대청초등학교는 대한민국 경기도 용인시에 있는 공립 초등학교이다.

## 학교 연혁
- 2003. 06. 02 대청초등학교 건축공사 착공
- 2004. 09. 30 대청초등학교 설립 인가
- 2004. 10. 11 초대 손명동 교장 취임
- 2004. 11. 01 7학급 편성 인가 및 대청초등학교 개교
- 2005. 01. 24 대청초등학교병설유치원 1학급 설립 인가
- 2005. 02. 18 제1회 졸업식(남: 5명, 여: 13명, 계: 18명)
- 2007. 12. 31 학교평가 최우수교 선정
- 2008. 03. 01 제2대 정영규 교장 취임
- 2009. 02. 20 제5회 졸업식(남:90, 여: 75명, 계 165명)
- 2009. 03. 01 일반 28학급, 특수 1학급, 유치원 1학급 편성
- 2010. 02. 19 제6회 졸업식(남 79명, 여 68명, 계 147명)
- 2010. 03. 01 일반 27학급, 특수 1학급, 유치원 2학급 편성
- 2011. 02. 18 제7회 졸업식(남 79명, 여 71명, 계 150명)
- 2011. 03. 01 일반 27학급, 특수 1학급, 유치원 2학급 편성
- 2012. 02. 16 제8회 졸업식(남 90명, 여 63명, 계 153명)
- 2012. 03. 01 일반 27학급, 특수 1학급, 유치원 2학급 편성
- 2013. 02. 15 제9회 졸업식(남 66명, 여 70명, 계 136명)
- 2013. 03. 01 일반 27학급, 특수 1학급, 유치원 2학급 편성
- 2014. 02. 14 제10회 졸업식(남 68명, 여 56명, 계 124명)
- 2014. 03. 01 제3대 정연장 교장 취임
- 2014. 03. 01 일반 26학급, 특수 1학급, 유치원 2학급 편성
- 2014. 03. 10 일반 28학급, 특수 1학급, 유치원 2학급 편성
- 2015. 03. 01 일반 25학급, 특수 1학급, 유치원 2학급 편성

## 학교 동문
대청초등학교